# Ostffyasszonyfa vasútállomás
Ostffyasszonyfa vasútállomás egy Vas vármegyei vasútállomás, melyet a MÁV üzemeltet.
Közigazgatásilag Sárvár területén helyezkedik el, Lánkapuszta külterületi városrész közelében, attól alig fél kilométerre keletre, közel Sárvár, Sitke és Nagysimonyi hármashatárához (a névadó Ostffyasszonyfa település központjától több mint 6 kilométernyi távolságra, délnyugati irányban).
Közúti elérését a Sárvár–Ostffyasszonyfa közti 8451-es útból nyugati irányban (Lánkapuszta felé) kiágazó 84 325-ös számú mellékút biztosítja.

## Vasútvonalak
Az állomást az alábbi vasútvonalak érintik:
- Székesfehérvár–Szombathely-vasútvonal

## Kapcsolódó állomások
A vasútállomáshoz az alábbi állomások vannak a legközelebb:
- Nagysimonyi megállóhely (Székesfehérvár–Szombathely-vasútvonal)
- Sárvár vasútállomás (Székesfehérvár–Szombathely-vasútvonal)

## Forgalom
| Járat            | Útvonal | Gyakoriság   |
| ---------------- | --- | ------------ |
| személyvonat     | Celldömölk – Kemenesmihályfa – Nagysimonyi – Ostffyasszonyfa – Sárvár – Porpác – Vép – Szombathely | Napi 4 pár   |
| személyvonat     | Veszprém – Márkó – Herend – Szentgál – Városlőd – Városlőd-Kislőd – Ajka – Ajka-Gyártelep – Devecser – Somlóvásárhely – Tüskevár – Karakószörcsök – Kerta – Boba – Nemeskocs – Celldömölk – Kemenesmihályfa – Nagysimonyi – Ostffyasszonyfa – Sárvár – Porpác – Vép – Szombathely | Napi 3-4 pár |
| Bakony InterCity | Budapest-Déli – Budapest-Kelenföld – Székesfehérvár – Várpalota – Pétfürdő – Öskü – Hajmáskér – Veszprém – Ajka – Devecser – Somlóvásárhely – Karakószörcsök – Boba – Celldömölk – Kemenesmihályfa – Nagysimonyi – Ostffyasszonyfa – Sárvár – Porpác – Vép – Szombathely          | Napi 1 pár   |